# P. Lion
Pietro Paolo Pelandi, mer känd under artistnamnet P. Lion, född 29 juni 1959 i Alzano Lombardo, är en italiensk sångare, låtskrivare, musiker och skivproducent.

## Diskografi
Studioalbum
- 1984 – Springtime
- 1995 – A Step In The Right Way...

Samlingsalbum
- 2020 – Greatest Hits & Remixes

Singlar
- 1983 – "Happy Children"